# Silnice D414
Silnice D414 (chorvatsky Državna cesta D414) je silnice v Chorvatsku. Je dlouhá 64,7 km a je nejdůležitější silnicí na poloostrově Pelješac. Začíná na křižovatce se silnicí D8 nedaleko vesnice Zaton Doli a končí ve vesnici Orebić na trajektovém přístavu, z něhož lze trajektem pokračovat na Korčulu, kde na silnici navazuje silnice D118.
Silnice prochází téměř celým poloostrovem, převážně ale ve vnitrozemí, lze z ní ale odbočit na letoviska ve východních částech poloostrova (jako např. Brijesta, Sreser, Osobjava nebo Trpanj), ale některými letovisky (Ston, Prapratno, Drače) přímo prochází. Jelikož končí na trajektovém přístavu, nepokračuje až na západ poloostrova do vesnice Lovište, tam ale pokračuje silnice 6215.